# Scapania matveyevae
Scapania matveyevae là một loài rêu trong họ Scapaniaceae. Loài này được Potemkin mô tả khoa học đầu tiên năm 2000.